# Warluzel
Warluzel là một xã ở tỉnh Pas-de-Calais, vùng Hauts-de-France của Pháp.

## Địa lý
Warluzel có cự ly khoảng 15 dặm (24,1 km) về phía tây nam của Arras, tại giao lộ của các tuyến đường D23 và đường D80E, on biên giới với tỉnhSomme.

## Dân số
| 1962                                                         | 1968 | 1975 | 1982 | 1990 | 1999 | 2006 |
| ------------------------------------------------------------ | ---- | ---- | ---- | ---- | ---- | ---- |
| 223                                                          | 234  | 252  | 282  | 267  | 250  | 245  |
| Số liệu điều tra dân số từ năm 1962: Dân số không tính trùng |      |      |      |      |      |      |

## Địa điểm nổi bật
- Nhà thờ St.Marie-Madeleine, thế kỷ 17.